# Frederick de Cordova
Frederick „Fred“ Timmins de Cordova (* 27. Oktober 1910 in New York City, New York; † 15. September 2001 in Woodland Hills, Los Angeles, Kalifornien) war ein US-amerikanischer Regisseur und Filmproduzent. De Cordova war bekannt für seine Arbeit an der ersten und erfolgreichsten Late Night Show der Welt, The Tonight Show Starring Johnny Carson.

## Leben

### Jugendjahre
Frederick Timmins de Cordova wurde als Sohn von Margaret (geborene Timmins) und George de Cordova, der im Theatergeschäft tätig war, am 27. Oktober 1910 in New York City geboren. In seiner Autobiografie aus dem Jahre 1988 beschrieb de Cordova seine Eltern als Trickbetrüger, die es in seinen jungen Jahren verstanden, gut zu leben, indem sie die jeweilige Stadt fluchtartig verließen. Im Jahr 1931 machte er seinen Abschluss in Liberal Arts an der Northwestern University.

### Karriere
Seine ersten Sporen am Theater verdiente er sich als Schauspieler in Elmer the Great (1928). Nach seinem Abschluss an der Harvard Law School im Jahr 1933 fing er bei der Shubert Theater Organization an und arbeitete dort für die nächsten zehn Jahre als Bühnenleiter. De Cordova war dort verschiedentlich Schauspieler, Stage Manager, Bühnenregisseur und schließlich Dialogregisseur, zuletzt in Ziegfeld Follies of 1943. Er selbst fand sich im Hintergrund geschickter als auf der Bühne.
Als Dialogregisseur arbeitete er an fünf Filmen, einschließlich To Have and Have Not (1944). Seine erste Arbeit als Filmregisseur führte er bei Warner Brothers in Too Young To Know (1945) und führte dort bei 23 Filmen Regie. Einer seiner bekannteren Filme war Bedtime for Bonzo (1951) in dem der Star, neben einem Schimpansen, der damalige Schauspieler und zukünftige US-Präsident Ronald Reagan war.
De Cordova arbeitete als Regisseur unter anderem zusammen mit Rock Hudson, Errol Flynn, Tony Curtis, Audie Murphy, Yvonne De Carlo, Rosalind Russell, Deanna Durbin, Joan Crawford, Sydney Greenstreet, Bob Hope und Humphrey Bogart bei Universal und Warner Bros. Einen Großteil seiner Karriere arbeitete de Cordova für die Universal Studios. Er war dafür bekannt, dass er selbst mit schwierigen Schauspielern und geringen Produktionskosten unterhaltsame Filme herstellen konnte. Sein letzter Film war Frankie and Johnny (1966) mit Elvis Presley.
Als der Bedarf an Low-Budget-Filmen sank, wandte er sich dem Fernsehen zu und arbeitete dort an der Herstellung der zweiten Hälfte von Double Feature Filmen für die seine Fähigkeiten perfekt waren. In den frühen 1950er Jahren startete er seine Fernsehkarriere mit der Regie von The Jack Benny Program, in dem er mehrere Male als er selbst auftrat. In einer Episode erschien Johnny Carson und stellte dort seine neue Tonight Show vor. Carson erklärte, dass er genau in diesem Studio als Platzanweiser gearbeitet habe und dort gelernt habe, die Verhaltensweisen von Jack Benny anzunehmen. Unter anderem führte de Cordova Regie bei The Burns and Allen Show, The Jack Benny Program, The Donna Reed Show, December Bride, The George Gobel Show, My Three Sons, Leave It To Beaver und später bei Bewitched und The Smothers Brothers. Er führte bei mehr als 500 Fernsehfilmen und Teilen Regie und/oder produzierte diese.
1970 stieg er bei der The Tonight Show Starring Johnny Carson auf NBC ein, wobei er den Namen Fred de Cordova benutzte. Er wurde Produzent der Tonight Show und ab 1984 Ausführender Produzent. In einem Interview von 1981 beschrieb er seine Arbeit als „oberster Verkehrspolizist, Talentscout, Fan Nr. 1 und Kritiker, alles in einem“. 1992 verabschiedete er sich als Mitarbeiter von der Show.

### Privatleben
1963 heiratete de Cordova die ehemalige Schauspielerin Janet Thomas und blieb für den Rest seines Lebens mit ihr zusammen.
Er starb im Alter von 90 Jahren eines natürlichen Todes im „Motion Picture und Television Fund Hospital“ in Woodland Hills, Kalifornien, USA. Seine Grabstätte befindet sich auf dem „Holy Cross Cemetery“ in Culver City, Los Angeles County, Kalifornien, USA, auf welchem viele Persönlichkeiten ihre letzte Ruhestätte gefunden haben.

## Auszeichnungen
Frederick de Cordova wurde für seine Arbeit an The Tonight Show Starring Johnny Carson für 16 Emmys nominiert und gewann sechs von ihnen.

## Trivia
Während der Aufzeichnung der Tonight Show saß de Cordova auf einem Stuhl direkt hinter der Gästecouch, um Carson direkt einen Fingerzeig für seinen Einsatz geben zu können und in den Werbeunterbrechungen mit ihm zu sprechen.
In den 1980er Jahren sprach Carson gelegentlich mit de Cordova während der Show, allerdings ging dies so schnell, dass keine Zeit war ihm ein Mikrofon zu reichen oder ihn mit der Kamera einzufangen.
Johnny Carson sagte über ihn: „Er war eine bemerkenswerte Person und ein lieber Freund. Ich werde ihn vermissen“.
Jay Leno war bis zum Tod von de Cordova einer der beratenden Kapazitäten der Night Show.
Er war ein Mitglied der Internationalen Bruderschaft von Phi Kappa Sigma.

## Filmografie
Spielfilme
- 1944: Zwischen zwei Welten (Between Two Worlds) (Dialogregie)
- 1945: Too Young to Know
- 1945: Ein Mann der Tat (San Antonio)
- 1946: Her Kind of Man
- 1947: Always Together
- 1947: Love and Learn
- 1947: That Way with Women
- 1948: Gräfin auf drei Tage (The Countess of Monte Cristo)
- 1948: For the Love of Mary
- 1948: Wallflower
- 1949: The Gal Who Took the West
- 1949: Illegal Entry
- 1950: Der Wüstenfalke (The Desert Hawk)
- 1950: Die Piratenbraut (Buccaneer’s Girl)
- 1950: Verliebt, verlobt, verheiratet (Peggy)
- 1951: Little Egypt
- 1951: Bedtime for Bonzo
- 1951: Katie Did It
- 1952: Unter falscher Flagge (Yankee Buccaneer)
- 1952: Bonzo Goes to College
- 1952: Finders Keepers
- 1952: Here Come the Nelsons
- 1953: Kolonne Süd (Column South)
- 1954: The Bing Crosby Show (Fernsehfilm)
- 1956: Blithe Spirit (Fernsehfilm)
- 1965: Schweden – Nur der Liebe wegen (I’ll Take Sweden)
- 1965: Mr. Belvedere (Fernsehfilm)
- 1966: Frankie und Johnny (Frankie and Johnny)
- 1971: After the Honeymoon (Fernsehfilm)

Fernsehserien
- 1954: Dezember Bride (unbekannte Anzahl Folgen)
- 1954: The George Gobel Show (unbekannte Anzahl Folgen)
- 1955: The Bob Cummings Show (eine Folge)
- 1955–1964: The Jack Benny Programm (62 Folgen)
- 1956: Conflict (eine Folge)
- 1956: Ford Star Jubilee (eine Folge)
- 1956: The George Burns and Gracie Allen Show (eine Folge)
- 1957: Mr. Adams and Eve (unbekannte Anzahl Folgen)
- 1962: The Tonight Show Starring Johnny Carson (unbekannte Anzahl Folgen)
- 1964–1965: Katy (The Farmer’s Daughter) (drei Folgen)
- 1965: The Smothers Brothers Show (drei Folgen)
- 1965: Amos Burke (Burke’s Law) (eine Folge)
- 1967–1970: Meine drei Söhne (My Three Sons) (72 Folgen)
- 1969: To Rome with Love (eine Folge)
- 1970: Doris Day in… (The Doris Day Show) (vier Folgen)

als Produzent
- 1950: The George Burns and Gracie Allen Show (Fernsehserie, als Produzent, unbekannte Anzahl Folgen)
- 1954: Dezember Bride (Fernsehserie, als Produzent, unbekannte Anzahl Folgen)
- 1954: The George Gobel Show (Fernsehserie, als Produzent, unbekannte Anzahl Folgen)
- 1957: Mr. Adams and Eve (Produzent) (eine Folge)
- 1960–1964: The Jack Benny Programm (Produzent) (39 Folgen)
- 1965: The Smothers Brothers Show (Produzent) (eine Folge)
- 1970–1979: The Tonight Show Starring Johnny Carson (Produzent, drei Folgen, Ausführender Produzent, eine Folge)
- 1972: The Tonight Show Starring Johnny Carson 10th Anniversary (Fernsehfilm, als Produzent)
- 1980: Johnny Carson’s 18th Anniversary Special (Fernsehfilm, als Ausführender Produzent)
- 1981: A Love Letter to Jack Benny (Fernsehfilm, als Produzent)
- 1981: The Tonight Show Starring Johnny Carson 19th Anniversary Special (Fernsehfilm, als Produzent)
- 1982: Tonight Show Starring Johnny Carson 20th Anniversary (Fernsehfilm, als Produzent)
- 1983: Johnny Carson’s 21st Anniversary (Fernsehfilm, als Ausführender Produzent)
- 1984: Tonight Show Starring Johnny Carson 22nd Anniversary (Fernsehfilm, als Ausführender Produzent)
- 1987: The Tonight Show Starring Johnny Carson 25th Anniversary Special (Fernsehfilm, als Ausführender Produzent)
- 1993: Legend to Legend Night: A Celebrity Cavalcade (Fernsehfilm, als Ausführender Produzent)

als Dialogregisseur
- 1944: Zwischen den Welten (Between Two Worlds)
- 1944: Janie
- 1944: Haben und Nichthaben (To Have and Have Not)
- 1945: Eine Frau mit Unternehmungsgeist (Roughly Speaking)
- 1945: Ein Mann der Tat (San Antonio)

als Darsteller
- 1982: King of Comedy (The King of Comedy) … als Bert Thomas
- 1997: Verrückt nach dir (Mad About You) … als Hugh Moss (eine Folge)

## Bühnenarbeit
Seine Arbeit an der Bühne als allgemeiner Stage Manager, Regisseur oder Produzent bei der Shubert Theater Organization.
- 1935: At Home Abroad, am Winter Garden Theatre, New York City
- 1936: The Show Is On, am Winter Garden Theatre, New York City
- 1936: Ziegfeld Follies, am Winter Garden Theatre, New York City
- 1937: Between the Devil, am Imperial Theatre, New York City
- 1938: Hellzapoppin, am 46th Street Theatre, New York City
- 1939: Straw Hat Revue, am Ambassador Theatre, New York City
- 1940: Keep Off the Grass, am Broadhurst Theatre, New York City
- 1941: High Kickers, am Broadhurst Theatre, New York City
- 1943: Ziegfeld Follies, am Winter Garden Theatre, New York City